# Jakov Gotovac
Jakov Gotovac, hrvaški skladatelj in dirigent, * 11. oktober 1895, Split, Dalmacija, † 16. oktober 1982, Zagreb.
Njegovo najbolj znano delo je komična opera v treh dejanjih Ero z onega sveta (1935), ki je bila večkrat uprizorjena tudi na odru ljubljanske Opere (prvič že leta 1937).
Znani sta še operi Morana in Mila Gojsalića.

## Dela

### Orkestralna dela
- Simfonijsko kolo op. 12 (1926)
- Pjesma i ples s Balkana op. 16 (1939)
- Orači op. 18 (1937)
- Guslar op. 22 (1940)
- Dinarka (1945)
- Bunjevačke igre (1960)

### Zborna dela
- 2 Scherza (1916), januarja 1918 je Hrvatsko pjevačko društvo Zvonimir praizvedlo Aj moj Mijo iz Opusa 1 (Dva scherza)
- 2 Pjesme za muški zbor (1918)
- 2 Pjesme čuda i smijeha (1924)
- Koleda (1925)
- Dubravka op. 13 Pastorala za mešani zbor in orkester na besedilo Ivana Gundulića (1927 – 1928)
- 3 momačka zbora (1932)
- Pjesme vječnog jada (1939)
- Pjesme zanosa (1955)

### Solo pesmi
- Djevojka i mjesec za alt in orkester (1917)
- Moments érotiques za glas in klavir (1929)
- 2 Soneta za bariton in orkester (1921)
- Djevojačke pjesme za glas in klavir (1923)
- Kroz grad za glas in klavir (1924)
- Rizvan-aga za bariton in orkester (1938)
- Pjesme čeznuća za glas in orkester (1939)

### Opere
- Morana op. 14 (1928 – 1930)
- Ero z onega sveta op. 17 (1933 – 1935)
- Kamenik op. 23 (1939 – 1944)
- Mila Gojsalića op. 28 (1948 – 1951)
- Đerdan op. 30 (1954 – 1955)
- Dalmaro op. 32 (1958)
- Stanac op. 33 (1959)
- Petar Svačić op. 35 opera-oratorij (1969, predelana 1971)